# 山形市立高楯中学校
山形市立高楯中学校（やまがたしりつ たかだてちゅうがっこう、Yamagata Civic Takadate Junior High School）は、山形県山形市にある公立中学校。略称は「高楯中」（たかだてちゅう）。校名の高楯は旧高瀬村の高と旧楯山村の楯の頭文字から取っている。

## 学区
山形市立高瀬小学校、山形市立楯山小学校が高楯中の学区となる。

## 生徒数
| 年度 | 男子 | 女子 | 計  |
| ---- | ---- | ---- | --- |
| 2009 | 110  | 111  | 221 |
| 2008 | 121  | 115  | 236 |
| 2007 | 128  | 122  | 250 |
| 2006 | 127  | 134  | 261 |
| 2005 | 129  | 136  | 265 |
| 2004 | 140  | 137  | 277 |
| 2003 | 141  | 127  | 268 |
| 2002 | 137  | 128  | 265 |

## 沿革
- 1952年（昭和27年）4月1日 - 高瀬村・楯山村組合立高楯中学校開校
- 1954年（昭和29年）10月1日 - 山形市立高楯中学校に校名変更
- 1984年（昭和59年）2月 - 新校舎と体育館が完成
- 1994年（平成6年）5月 - 育志館完成
- 2000年（平成12年）8月 - グラウンド拡張
- 2009年（平成21年）9月 - 県中学校駅伝大会 男子5位
- 2013年（平成25年）7月 - 県中総体バレーボール部東北大会出場

## 校歌
作詞：真壁仁、作曲：福井文彦
昭和28年制定

## 所在地
- 山形市大字中里38

## その他
校舎は4階建てで、他に体育館と育志館(武道館、2階建て)をもつ。
学校の南側に仙山線が通る。